# Catamounts du Vermont
Les Catamounts du Vermont, (en anglais : Vermont Catamounts) sont un club omnisports universitaire de l'Université du Vermont (UVM), située à Burlington dans le Vermont aux États-Unis. Les Catamounts participent aux compétitions universitaires organisées par la National Collegiate Athletic Association (NCAA).  
Les Catamounts du Vermont se composent de 18 équipes NCAA (8 pour les hommes et 10 pour les femmes). Les équipes masculines comprennent le basket-ball, le hockey sur glace, la crosse, le ski, le soccer et l'athlétisme. Les équipes féminines comprennent le basketball, le ski, le hockey sur gazon, le hockey sur glace, la crosse, le soccer, l'athlétisme, la natation et le plongeon. 
Il existe également 4 clubs de l'Université du Vermont qui ne sont pas membres des Catamounts et qui ne participent pas aux compétitions de la NCAA: une équipe de football américain, un club de voile, un club de cyclisme et une équipe de hockey sur glace membre du Championnat ACHA de hockey sur glace féminin.

## Baseball
Après l'équipe de ski, l'équipe de baseball UVM  est la plus titré parmi les Catamounts, avec un pourcentage de 0,532 de matchs gagnés mais à l'hiver 2009, le président  de l'université, Daniel Mark Fogel annonce qu'après la saison 2009, les équipes de baseball et de softball UVM seront fermés afin de combler un déficit budgétaire sévère du programme sportif de l'Université.

## Basketball
Le basketball existe depuis 1906 à l'Université du Vermont. C'est le plus vieux programme sportif des Catemounts toutefois les succès des équipes UVM en basketball ne datent que des années 2000. Entre 2003-2007 l'équipe de basketball masculin des Catamounts se qualifie à 5 reprises pour le championnat de conférence de l'Est et remporte le titre trois années consécutives de 2003-2004-2005. En 2005, l'équipe de basketball masculin UVM  classé 13e en tête de série bat 60-57 l'équipe de l'Université de Syracuse quatrième en tête de série et championne du Big East lors du match d'ouverture du tournoi national de basketball masculin de la NCAA. En 2007 l'équipe de Basket UVM bat les Eagles du Boston College. 
En 2010, les équipes masculine et féminine UVM remportent le Championnat du America East Conference et gagnent une place dans le Championnat national de basketball universitaire américain. Malheureusement l'équipe masculine UVM  perd 79-56 devant l'Université de Syracuse. Pour sa part, l'équipe de basketball féminin UVM perd  contre les Fighting Irish de l'Université Notre-Dame (la numéro 2 du basketball féminin de la NCAA).
Les Catamounts sont donc automatiquement qualifiés pour le Tournoi Invitation national NCAA 2011, (pour la septième fois au cours des neuf dernières années) mais ils perd 63–60 en première ronde contre l'Université d'État de Cleveland (CSU).
En 2011,  Brian Voelkel est nommé la recrue America East de l'année et Brendan Bald élu joueur défensif de l'année du America East. Du côté des femmes, Tonya Youngest élue sur la seconde équipe d'étoiles de la conférence America East

## Hockey sur glace
Les équipes de hockey (masculin et féminin) font partie de la conférence East Hockey Association dans le championnat universitaire masculin et féminin de la NCAA.

### Hockey féminin
La première année de l'équipe de hockey féminin est en 1998-99. Les Catamounts étaient alors dans la conférence ECAC dans la Division III de la NCAA. En 2001-02, les Catamounts sont montés en Division I. Et depuis la saison 2005-06, les Catamounts sont dans la conférence Hockey East. Le parcours de l'équipe de hockey féminin est le suivant :
| Saison  | V  | D  | N | Entraineur    | Classement et Série éliminatoire | Conférence    |
| 2010-11 | 7  | 17 | 9 | Tim Bothwell  | Termine 8e /sur 8 - non qualifié | Hockey East   |
| 2009-10 | 10 | 22 | 1 | Tim Bothwell  | Termine 7e /sur 8 - non qualifié | Hockey East   |
| 2008-09 | 7  | 25 | 2 | Tim Bothwell  | Termine 7e /sur 8 -non qualifié  | Hockey East   |
| 2007-08 | 8  | 25 | 1 | Tim Bothwell  | non-disponible                   | Hockey East   |
| 2006-07 | 3  | 27 | 2 | Tim Bothwell  | non-disponible                   | Hockey East   |
| 2005-06 | 3  | 29 | 2 | Dennis Miller | non-disponible                   | Hockey East   |
| 2004-05 | 5  | 26 | 3 | Dennis Miller | non-disponible                   | ECAC          |
| 2003-04 | 6  | 25 | 3 | Dennis Miller | non-disponible                   | ECAC          |
| 2002-03 | 3  | 25 | 2 | Dennis Miller | non-disponible                   | ECAC          |
| 2001-02 | 1  | 28 | 1 | Dennis Miller | non-disponible                   | ECAC North    |
| 2000-01 | 14 | 8  | 2 | Dennis Miller | non-disponible                   | ECAC Div. III |
| 1999-00 | 12 | 9  | 4 | Dennis Miller | non-disponible                   | ECAC Div. III |
| 1998-99 | 8  | 11 | 1 | Dennis Miller | non-disponible                   | ECAC Div. III |

Fait saillant : la gardienne recrue Roxanne Douville, joueuse MVP de l'équipe, termine la saison 2010-11 classé 10e meilleure gardienne de but dans toute la NCAA. Douville est alors nommée sur l'équipe d'étoiles des recrues de la Conférence Est. Elle joue également sur la scène internationale, en remportant une médaille d'or avec l'équipe nationale du Canada des moins de 22 ans à la Coupe des nations MLP en Suisse. Elle est la première étudiant athlète des Catamounts à représenter son pays lors d'un événement international au hockey féminin.

### Hockey masculin
L'équipe UVM existe depuis la saison 1963-64. L'équipe fit deux apparitions au tournoi Frozen Four du NCAA, soit en 1996 et en 2009. En 2010-11 l'équipe de hockey masculin se qualifie pour les séries éliminatoires de l'Est pour une sixième année consécutive.

## Football américain
En 1974, les Catamounts abandonnent leur participation dans le football américain universitaire. En 2007, une équipe de football américain est recrée sur le campus UVM et concourt dans une ligue indépendante semi-professionnelle, la NIFL. Les matchs à domicile de l'équipe sont au Burlington High School.

## Natation et plongeon
L'équipe de natation féminine termine à la quatrième position lors du championnat 2011 de la conférence America East. Kailey Gardner nageuse MVP de l'équipe et Kate Weaver gagnent chacune les honneurs du America East All-Conference. Pour la quatrième saison consécutive, l'équipe se classe parmi les 4 premières de la Conférence Est.

## Soccer

### Soccer masculin
L'équipe de soccer masculin des Catamounts existe depuis 1964. Ils ont gagné quatre titres de la conférence de l'est (en 1989, 1990, 2000, 2007).

### Soccer féminin
La première saison de l'équipe UVM est en 1976. Depuis l'équipe gagne un seul titre de conférence en 1996 mais participe à 5 championnats America East (1995, 1996, 1998, 2005, 2006). La recrue étoile de la saison 2010 dans la conférence America East est Haley Marks étudiante-athlète dans l'équipe de soccer féminin UVM,.

## Ski
Les équipes de ski alpin et de ski de fond concourt dans l'EISA (Association de l'Est de ski interuniversitaire/ en langue anglaise : Eastern Intercollegiate Ski Association). Les équipes de ski UVM remportent six championnats nationaux NCAA et 31 titres EISA. C'est l'équipe des Catamounts la plus titré.
Les skieurs UVM ont 52 champions nationaux individuels, plus de 273 titres All-american. 66 d'entre eux ont été membres de l'équipe nationale américaine de ski.
La saison d'hiver 2010-11 est couronnée par des championnats nationaux universitaires : l'étudiant-athlète  Tim Kelley est le premier Catamounts à gagner un titre national en slalom depuis Einar Bohmer en 1991 et 1992. Kelley remporte trois courses de slalom dans la saison, y compris lors des Championnats du EISA.
L'équipe de ski UVM est classé no 1 universitaire aux États-Unis par le magazine Power Racing Ski durant le mois de janvier 2011. L'Équipe domine le circuit de l'EISA en 2011. Les Catamounts remportent 31 des 40 courses individuelles sur le circuit de l'EISA y incluant le championnat EISA. L'équipe UVM termine sixième au classement national de la NCAA et 10 skieurs Catamounts reçoivent les honneurs All-American. Kate Ryley, (ski alpin féminin), Jonathan Nordbotten (ski alpin hommes) et Scott Patterson (ski de fond ) sont nommés les recrues EISA de l'année dans leurs disciplines respectives. Patrick Weaver et Johnny Davidson, respectivement coach de ski de fond et coach de ski alpin des équipes Catamounts sont élus entraineurs EISA de l'année 2010-11.

## Honneur académique
Les Équipes sportives Catamounts remportent sept fois d'affilée la Coupe America East Academic (2005, 2006, 2007, 2008, 2009, 2010, 2011) pour les meilleurs résultats scolaires parmi ses étudiants-athlètes. UVM est la seule université de la Conférence Est à remporter cet honneur. 4 équipes Catamount reçoivent en 2011 une distinction simulaire  de la NCAA. Le taux de réussite pour l'obtention d'un diplôme universitaire est de 94 pour cent chez les étudiants-athlètes de l'Université du Vermont

## Installations sportives UVM

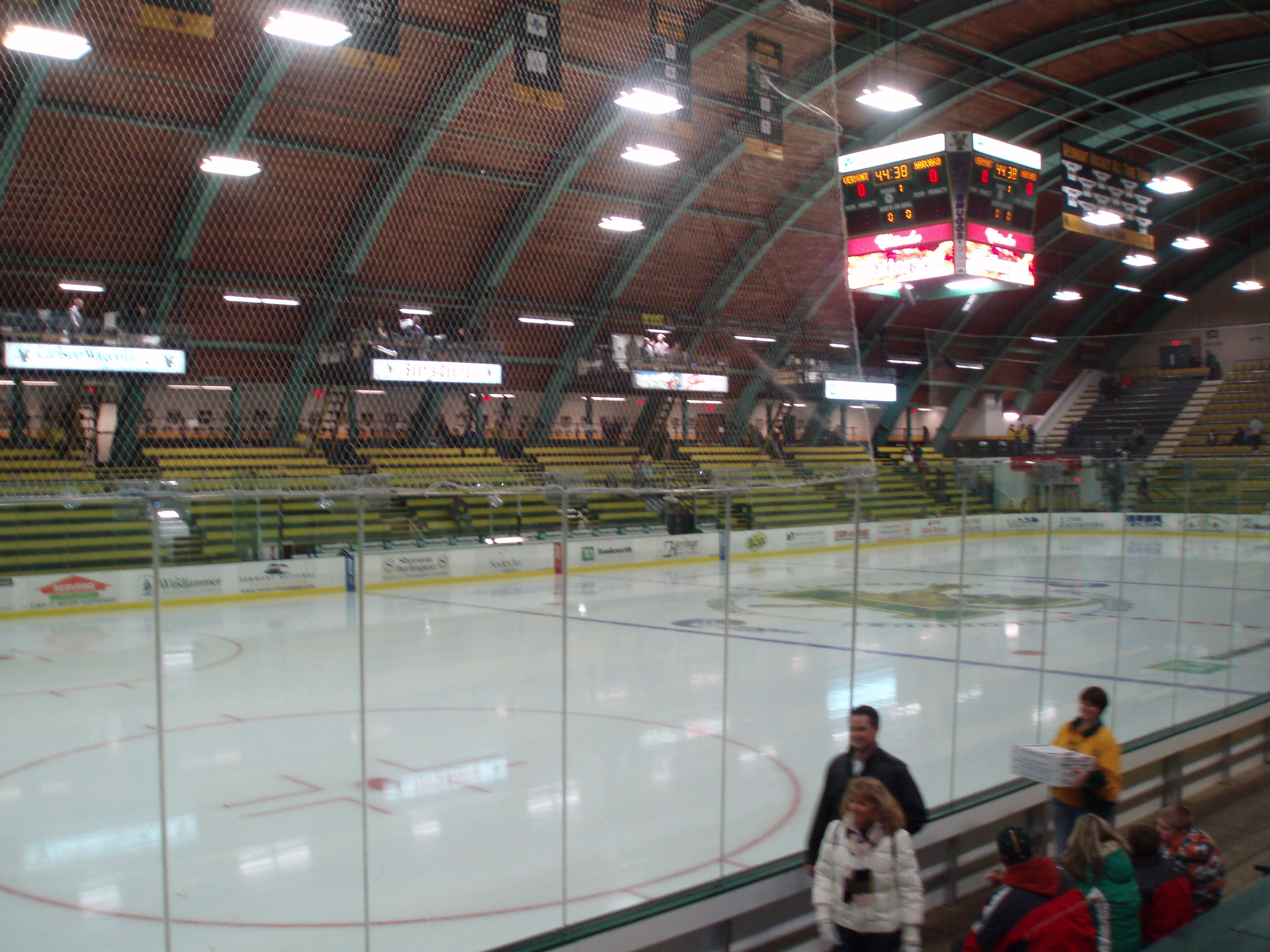
L'aréna Gutterson Fieldhouse du complexe sportif peut accueillir 4007 fans de hockey

Le complexe sportif Patrick-Forbush-Gutterson, appelé usuellement le PFG, construit en 1963, se compose de  6 salles de basketball / volleyball, de 6 courts de tennis couverts, 7 courts de racquetball, 2 courts de squash, d'une piste d'athlétisme, d'une piscine olympique, d'espaces d'exercice et de conditionnement physique, d'un mur intérieur d'escalade, de vestiaires, et de salles polyvalentes pour les programmes de remise en forme. Le PFG abrite aussi une patinoire de hockey sur glace, le Gutterson Fieldhouse  et un auditorium de basketball
Les Catamounts utilisent le vieux stade Centennial Field de Burlington comme terrain de soccer et de crosse. En 2012, grâce à un don de la famille Virtue, un nouveau terrain synthétique sera disponible avec des gradins pour 3,000 supporteurs. De plus il y a un nouveau terrain intérieur  disponible à l'université lors des mois d'hiver.
L'équipe de ski des Catamounts s'entraine à la station de Stowe sur le versant Est du Mont Mansfield, à moins d'une heure de route du campus UVM.

## Joueurs UVM marquants
Les programmes de basket-ball masculin et féminin de l'UVM ont produit plus de 21 joueurs et joueuses professionnels qui ont poursuivi leur carrière soit dans la NBA, soit dans la WNBA ou soit à l'étranger. 

Au cours de son histoire, l'équipe masculine de hockey UVM a produit 14 joueurs de la LNH entre autres les Viktor Stålberg, 

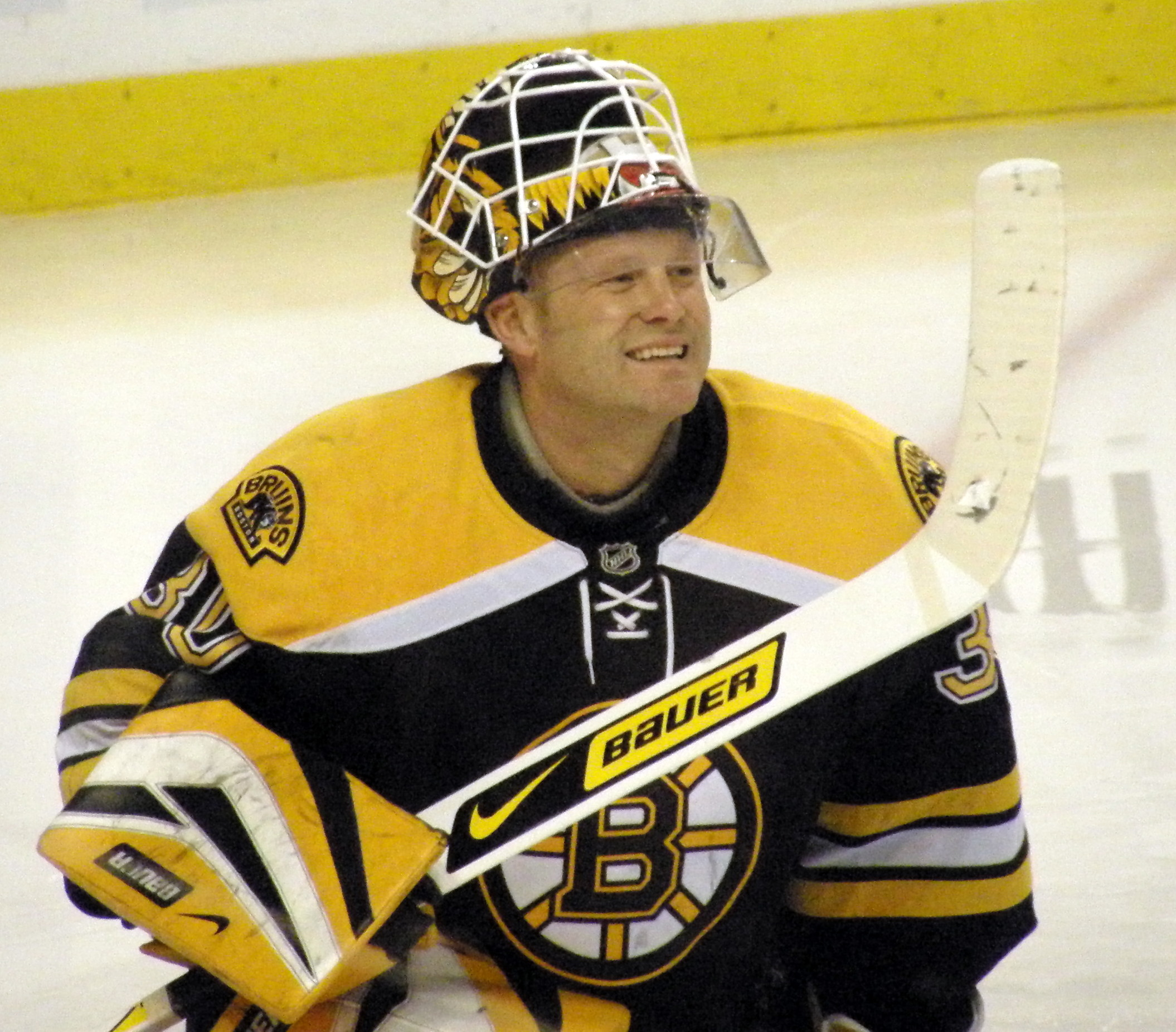
Un ancien Catamount, Timothy Thomas remporte les trophées Roger-Crozier, Vézina et Conn-Smythe lors de la saison 2010-2011 de la LNH.

Torrey Mitchell, Patrick Sharp, Martin Saint-Louis, Éric Perrin, Timothy Thomas, John LeClair. L'UVM est le seul programme de la NCAA  à compter parmi ses anciens des joueurs qui ont remporté les trophées Hart et Vézina, ainsi que le seul programme NCAA à avoir un gagnant du trophée Art-Ross. Au cours de l'été 2011, 11 anciens Catamounts participent à des camps de développement de la LNH
Il y a 32 joueurs de baseball Catamounts qui ont poursuivi leur carrière dans les rangs professionnels. Entre autres Kirk McCaskill qui a remporté 110 matchs au cours de sa carrière dans la Ligue majeure de baseball.
36 anciens athlètes UVM ont participé à des Jeux olympiques. Ses athlètes UVM ont participé à 16 Jeux olympiques : 13 Jeux olympiques d'hiver et 3 Jeux olympiques d'été et remportés six médailles olympiques pour les États-Unis.